# Zygmunt Maszczyk
Zygmunt Paweł Maszczyk (Siemianowice Śląskie, 3 de maio de 1945) é um ex-futebolista polonês. 

## Carreira
Zygmunt Maszczyk fez parte do elenco da Seleção Polonesa de Futebol  medalhista de ouro em Munique 1972
Ele competiu na Copa do Mundo FIFA de 1974, sediada na Alemanha, na qual a seleção de seu país terminou na terceira colocação dentre os 15 participantes.